# 羅東中山公園福德廟
24°40′34″N 121°46′06″E / 24.675998°N 121.768427°E
羅東中山公園福德廟，簡稱羅東福德廟，地方稱為鎮長廟，是位於臺灣宜蘭縣羅東鎮集祥里、羅東中山公園的土地祠。

## 歷史沿革

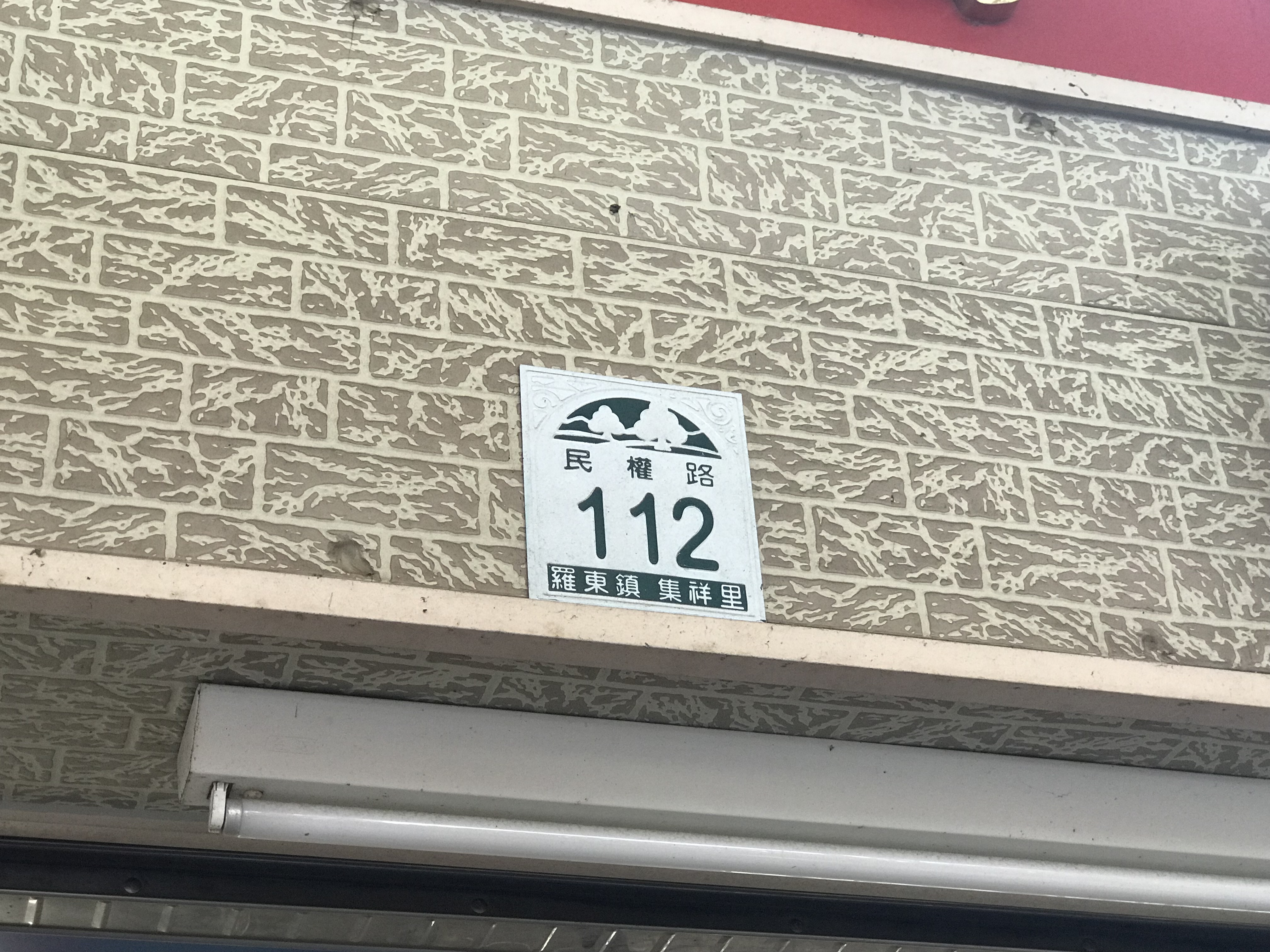
廟在集祥里民權路112號。

嘉慶十九年（1814年），漳州人游飛龍、林棟等人首在阿里史（今浮崙里、漢民里及現在羅東鎮公所）大草埔開墾，立福德正神祭祀，即為今日的羅東福德廟。廟原設立在今日的羅東鎮公所停車場處。1967年11月，羅東鎮公所等單位因集中遷建到現有地段，將此廟遷到相隔一條省道對面的中山公園內。
新廟於1968年1月落成，鄰近羅東夜市。1974年，為節慶演戲需要，信徒出資興建戲台，兼作政見發表會、或其他公益活動之用，直到1995年蘭陽地震造成大樑嚴重龜裂，次年1月31日拆除。後來新建俯看式戲台，但使用率偏低，不但土地公誕辰演戲時都另在廟前搭台，連在公園廣場舉辦的各種歌唱表演，都另搭臨時戲台。
因廟前禮亭的圓柱嚴重龜裂、廟埕空間擁塞、廟埕髒亂等問題，鎮公所計畫以775萬元重整廟宇，便於2006年9月6日與廟方協調整建方案。鎮公所原希望能讓廟移位轉向，但廟方管理委員會認為改座向後就緊鄰著民權路，腹地不足、不利風水，最後決定以不改變廟的座向方式整修。
2010年9月22日，拜亭落成。

## 地方名稱
該廟又被喚為「鎮長廟」，因管理委員會主任委員為羅東鎮鎮長兼任，委員等職是鎮民代表會代表及鄰近里長兼任。又被戲稱為「鎮長的私廟」，除廟地地目為公園土地外，加上沒有信徒組織，所以無法辦理寺廟登記。1996年6月11日，鎮代吳俊龍指責鎮公所不守法令，該廟不僅是鎮方蓋的違建，又私下聘任管理委員會，卻不過問信徒所捐之香費，要求鎮長游榮華應輔導該廟成為合法宗教團體。2003年11月21日，鎮代陳鴻禧要求鎮所要在6個月內，輔導廟方成為合法寺廟。
廟還有一個封號是「中途之家」，因不少人將神像送到該廟放置。在2002年報導時，說此廟神像已從原先主神土地公、土地婆各1尊，激增到60尊，造成無法容納，廟方只好在該年過農曆年前依民間習俗及相關宗教科儀，將部分神像火化送神。

## 祭祀活動

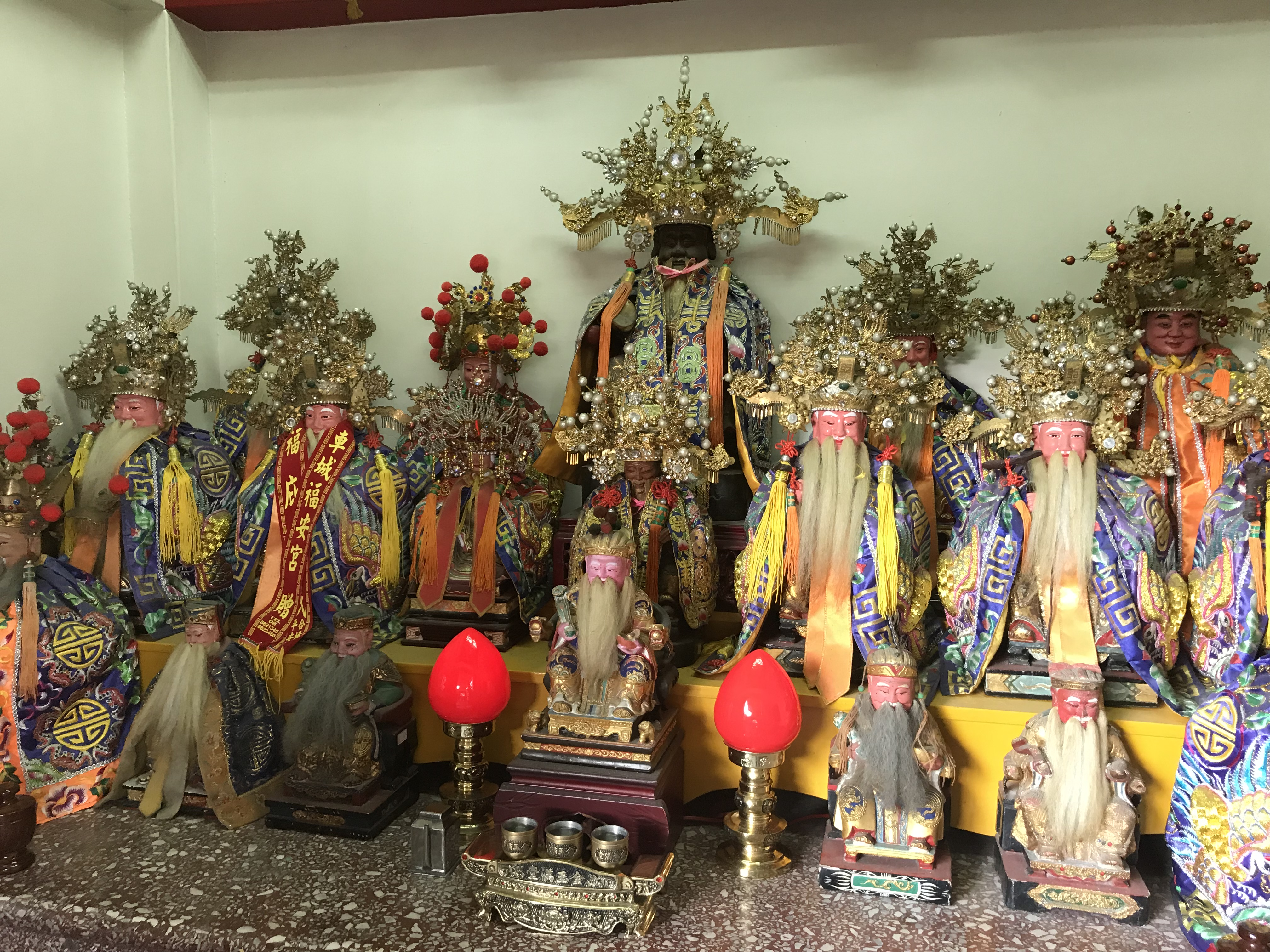
神像包含車城福安宮所贈。

農曆二月初二，福德正神千秋日，廟方會舉行春遊，由鎮長、鎮代、里長抬其神轎，展開市區遶境。像是2016年的春遊，廟方就出動了17尊土地公，羅東慶安宮出動1尊、民眾出動5尊。
宜蘭有習俗是當選縣長的宜蘭人，會替出身地的土地公神像加冠。2010年9月22日，土地公誕辰的中秋節，由當選宜蘭縣長的前羅東鎮長林聰賢、鎮長林姿妙、廟委林忠文、立委林建榮及田秋堇、縣府民政處長林世奇等人為廟內5尊土地公加上官帽、換官袍。